# Кайчак
Кайча́к (рос. Кайчак) — присілок у складі Тісульського округу Кемеровської області, Росія.

## Населення
Населення — 270 осіб (2010; 309 у 2002).
Національний склад (станом на 2002 рік):
- росіяни — 97 %